# Laetilia amphimetra
Laetilia amphimetra är en fjärilsart som beskrevs av Edward Meyrick 1939. Laetilia amphimetra ingår i släktet Laetilia och familjen mott. Inga underarter finns listade i Catalogue of Life.